# 配線間

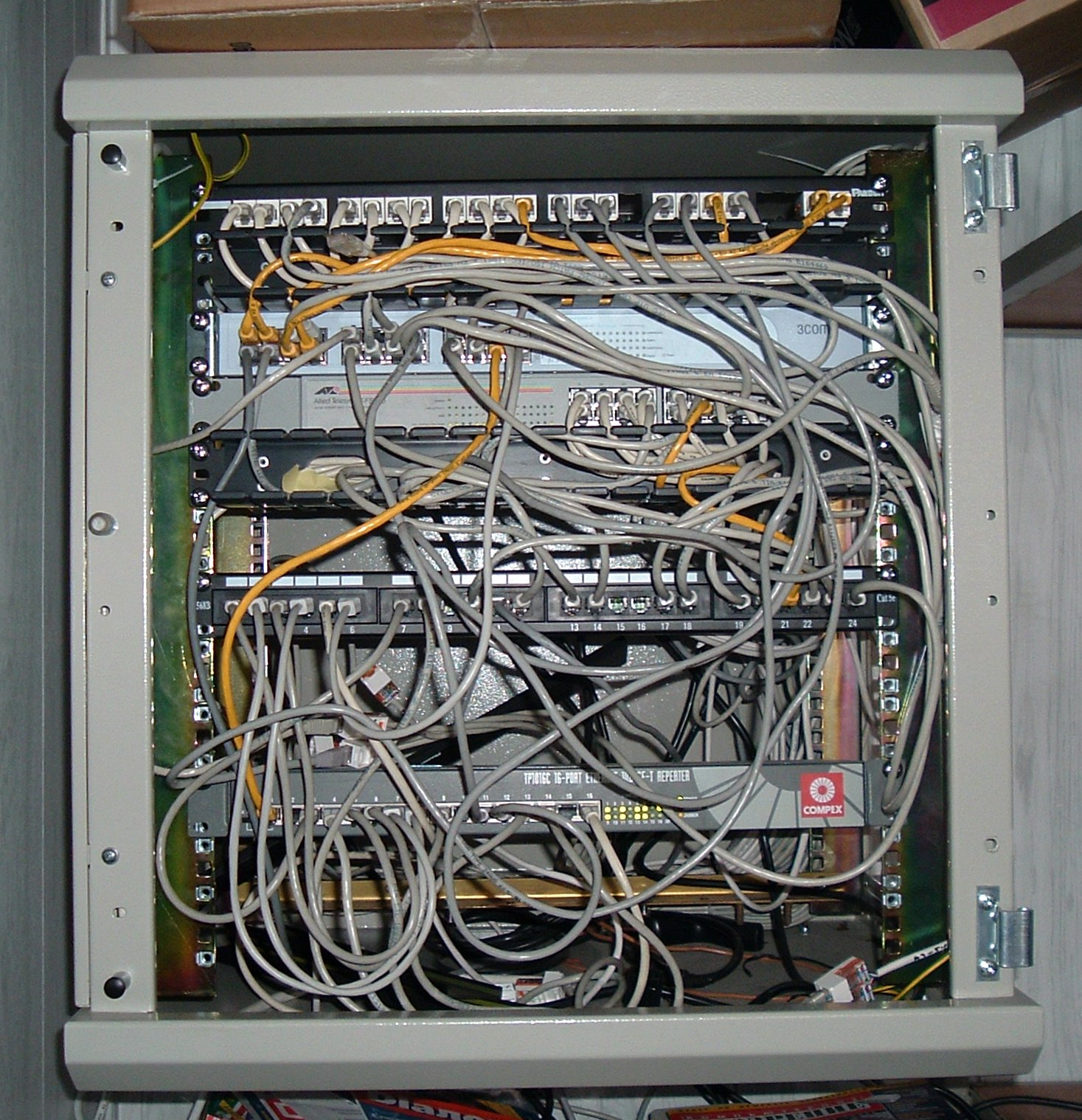
網路配電盤內裝

配線間是一個小房間，常見在學校和大樓辦公室。而它們用於多種用途，其最常見的用途是用於電信網絡。由於許多類型的網絡連接方式都存在與終端用戶設備之間的距離限制，例如個人電腦和路由器之間。所以一些大型建築物需要在每個樓層設立多個配線間。
可以在佈線壁櫥中找到的設備包括：
- 警報系統
- 斷路器面板
- 視頻系統，如有線電視和閉路電視系統
- 乙太網路由器，網絡交換機，防火牆
- 光纖端接
- 配線架
- 電話 接線排
- 無線接入點

## 另請參見
- 配電盤